# Teognosto di Alessandria
Teognosto (in greco: Theognóstos Θεόγνωστος Ἀλεξανδρείας; ... – Alessandria d'Egitto, 282) è stato un filosofo e teologo greco antico; fu direttore della Scuola catechetica di Alessandria.

## Biografia
Poco si sa della vita di Teognosto: né Eusebio di Cesarea né San Girolamo lo hanno citato nelle loro opere sulle origini del cristianesimo. Fu professore nella Scuola catechetica di Alessandria: Filippo Sidite ci informa che ne fu il direttore, negli anni che intercorsero dal 264 alla sua morte.
Il suo pensiero teologico è sicuramente debitore delle teorie di Origene, con particolare riguardo alla teoria del subordinazionismo.

## Opere
Delle sue opere sono giunti fino a noi quattro frammenti:
1. Atanasio di Alessandria, nella sua quarta epistola a Serapione (c. xi, in cui cita un passaggio sul peccato contro lo Spirito Santo) e nell’epistola sulla definizione del Concilio di Nicea (c. xxv);
2. Gregorio di Nissa (Contra Eunomious III, iii) assimila Teognosto a Eunomio, ariano, sulla base della sua descrizione del Figlio come “strumento” nell’opera della Creazione;
3. Un ulteriore frammento, raccolto da un compilatore ignoto, fu riscoperto in un manoscritto veneziano alla fine dell'Ottocento da Franz Diekamp, che lo pubblicò nel 1902;
4. Fozio di Costantinopoli riproduce il capitolo 106 della Biblioteca.

Le Hypotypōseis
Teognosto fu l'autore delle  Hypotypōseis, un compendio di teologia in sette libri realizzato per gli studenti della scuola. Copre gli insegnamenti della Chiesa su sei temi fondamentali: il Padre Creatore; il Figlio; lo Spirito Santo; Angeli e Demoni; Incarnazione del Figlio di Dio (in due libri); Creazione del mondo.

L’opera fu bene accolta da Atanasio di Alessandria e Gregorio di Nissa (IV secolo), mentre Fozio di Costantinopoli (IX secolo) la attaccò aspramente. Si deve, peraltro, al patriarca di Costantinopoli la trasmissione del pensiero di Teognosto, del quale non è pervenuto nulla in originale. Fozio parla di Teognosto nel 106º capitolo della Biblioteca: loda la sua capacità di esposizione, ma rileva anche che il contenuto dogmatico si allontana dall’ortodossia soprattutto quando l’autore sembra che consideri il “Figlio” come una “creatura” del Padre. È possibile che Teognosto usasse questo termine per introdurre il concetto di trinità agli allievi che non conoscevano il cristianesimo.  Sicuramente il suo pensiero riecheggia quello di Origine, suo grande predecessore alla Scuola catechetica alessandrina.